# Velum (nuage)
Pour l’article homonyme, voir Velum.

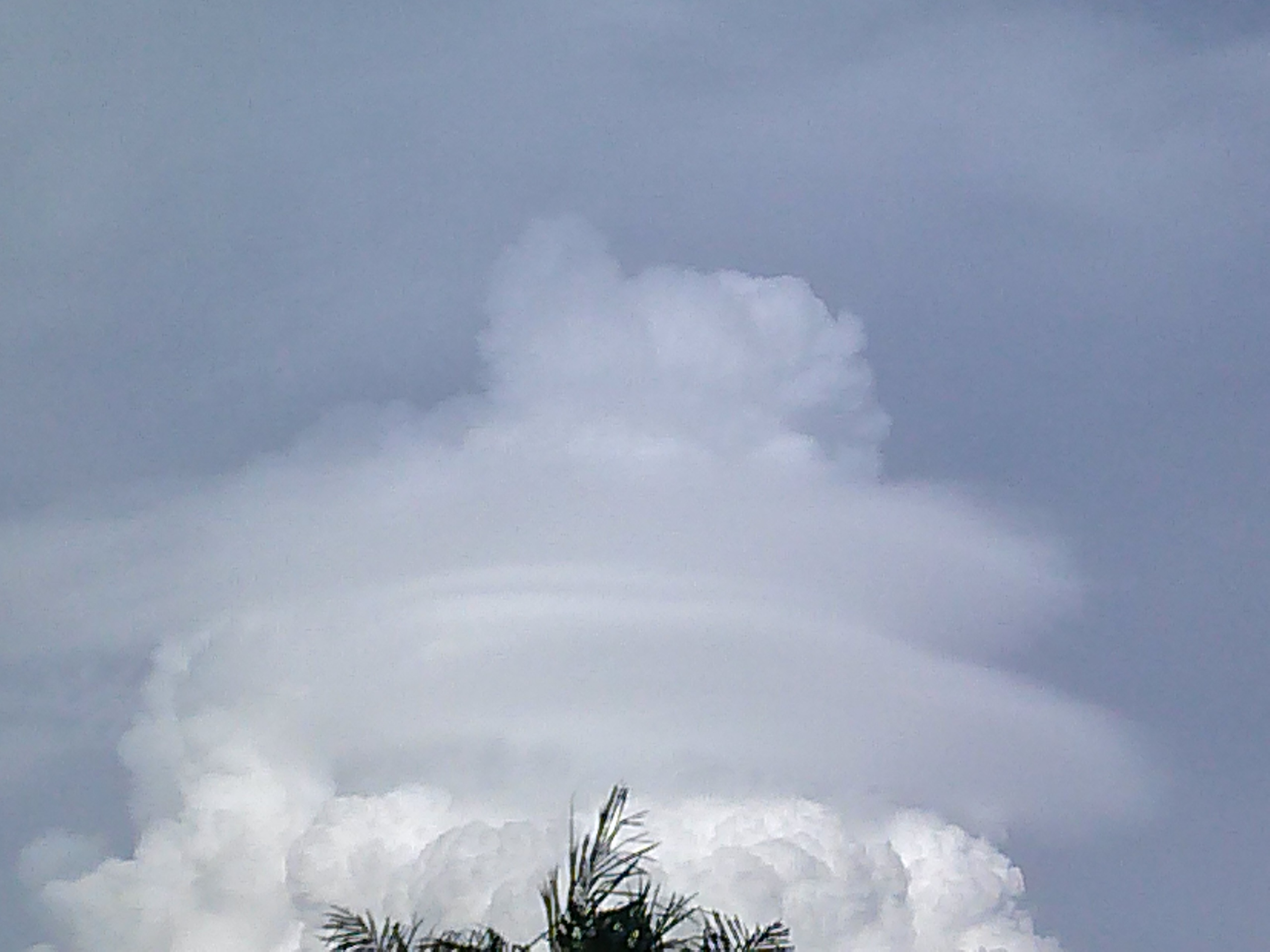
Velum (le voile blanc lisse) entourant la partie supérieure d'un cumulonimbus

Le velum (vel) est un voile nuageux annexe à grande extension horizontale, situé légèrement au-dessus des sommets d'un ou de plusieurs nuages cumuliformes ou attenant à leurs régions supérieures. Il se forme lorsque le nuage convectif atteint une couche d'air stable et s'étale. Plus tard, ce nuage convectif qui est principalement un cumulus ou un cumulonimbus va transpercer le velum,,.
En général le velum ressemble à un altostratus.
Il ne faut pas le confondre avec le pileus qui a la forme d'un bonnet (ou d'un altocumulus lenticularis).
Ce nuage peut persister même après la dissipation du nuage principal si les conditions sont favorables et se transformer en altostratus/altocumulus lorsqu'il est à altitude moyenne de l'atmosphère et en cirrostratus/cirrocumulus s'il est plus élevé.